# Édouard Hyacinthe Lucas
Pour les articles homonymes, voir Lucas.
Édouard Hyacinthe Lucas, né le 12 avril 1827 à Valognes et mort le 31 juillet 1888 à Vichy, est un général français.

## Biographie
Neveu, par sa grand-mère, du général Jacques Félix Meslin, il fait partie de la promotion 1846 de Saint-Cyr dont il sort sous-lieutenant, et fait ses premières armes en Algérie. Il est nommé commandant supérieur du cercle de Djidjelly en 1863.
Pendant la guerre franco-prussienne de 1870-1871, il est fait prisonnier. 
Promu général de brigade en 1881 à 54 ans, il meurt général de division en 1888

## Carrière militaire

### Grades
- 1881 : général de brigade
- 1886 : général de division.

### Décorations

#### Intitulés
- Légion d'honneur : chevalier (1858), officier (1868)
- Saint-Grégoire 1849
- Isabelle la Catholique 1853
- Palmes académiques : officier